# Kabinett Sigurður Eggerz

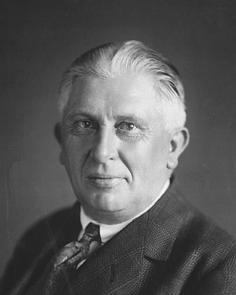
Sigurður Eggerz war von 1914 bis 1915 sowie 1922 bis 1924 Premierminister von Island

Das Kabinett Sigurður Eggerz war eine Regierung des unabhängigen Staates Island, das sich mit dem Vertrag vom 1. Dezember 1918 von Dänemark loslöste, aber dem gemeinsamen König des Königreichs Dänemark sowie des Königreichs Island Christian X. unterstellt war. Es wurde am 7. März 1922 gebildet und löste das Kabinett Jón Magnússon II ab. Es blieb bis zum 22. März 1924 im Amt, woraufhin es vom Kabinett Jón Magnússon III abgelöst wurde. Dem Kabinett gehörten Mitglieder der Alten Unabhängigkeitspartei (Sjálfstæðisflokkurinn þversum) sowie der Fortschrittspartei (Framsóknarflokkurinn) an.

## Regierungsmitglieder
| Amt                                                | Amtsinhaber                    | Beginn der Amtszeit         | Ende der Amtszeit            |
| -------------------------------------------------- | ------------------------------ | --------------------------- | ---------------------------- |
| Premierminister                                    | Sigurður Eggerz                | 7. März 1922                | 22. März 1924                |
| Minister für Justiz und kirchliche Angelegenheiten | Sigurður Eggerz                | 7. März 1922                | 22. März 1924                |
| Arbeitsminister                                    | Klemens Jónsson                | 7. März 1922                | 22. März 1924                |
| Finanzminister                                     | Magnús Jónsson Klemens Jónsson | 7. März 1922 18. April 1923 | 18. April 1923 22. März 1924 |